# Trachylepis rodenburgi
Trachylepis rodenburgi là một loài thằn lằn trong họ Scincidae. Loài này được Hoogmoed mô tả khoa học đầu tiên năm 1974.